# Paradrymonia binata
Paradrymonia binata  (лат.) — вид цветковых растений рода Парадримония (Paradrymonia) семейства Геснериевые (Gesneriaceae). Эндемик Эквадора. Обитает в тропических и субтропических влажных горных лесах.